# 5050-es busz
A 5050-es jelzésű autóbuszvonal egy Szeged és Üllés között közlekedő helyközi járat, amelyet a Volánbusz Zrt. üzemeltet Bordány érintésével.

## Útvonala
Szeged autóbusz-állomásról indul. Az 5-ös főúton, a Kossuth Lajos sugárúton hagyja el indulópontját. A Rókusi körutat keresztezi, majd elhalad Szeged-Rókus vasútállomás mellett. Az országos szakaszról letérése után Kiskundorozsma következik, Szeged egyik városrésze. Az egykori községen áthaladva az M5-ös autópálya felett suhan át, mely szomszédságában Subasa és Sziksós található. Szeged külvárosát elhagyva az 5408-as mellékúton folytatja útját, az első település Bordány. Az autóbuszvonal 25. kilométerénél Üllés nagyközség helyezkedik el, melynek autóbusz váróterme a vonal végállomása.
Ritkán közlekedik ezen vonalszámmal szóló a településeken át, gyakrabban az 5047-es, 5049-es és 5054-es busszokkal van megoldva a megyeszékhely és a Dél-Alföldi régió ezen részének összeköttetése. Ellentétes irányban útvonala változatlan.

## Közlekedése
| Indulási helyszín | Érkezési helyszín | Indításszáma     | Közlekedése      |
| ----------------- | ----------------- | ---------------- | ---------------- |
| Szeged, aut. áll. | Üllés, aut. vt.   | 9 oda, 11 vissza | tanítási napokon |
| Szeged, aut. áll. | Üllés, aut. vt.   | 7 oda, 6 vissza  | munkanapokon     |
| Szeged, aut. áll. | Üllés, aut. vt.   | 7 pár            | szombat          |
| Szeged, aut. áll. | Üllés, aut. vt.   | 5 pár            | vasárnap         |

## Megállóhelyei
| 0  | Szeged, autóbusz-állomás végállomás               | 0.0 km  | 5, 6, 7F, 19, 21, 60, 60Y, 64, 67, 67Y, 70, 71, 72, 72A, 73, 73Y, 74, 74Y, 75, 77, 77A, 77Y, 78, 78A, 79H 1374, 1375, 1441, 1486, 1503, 1504, 1506, 1507, 1510, 1513, 1515, 1516, 1517, 1518, 1652 4990, 5000, 5001, 5002, 5003, 5004, 5005, 5007, 5010, 5011, 5012, 5013, 5015, 5016, 5019, 5021, 5022, 5023, 5024, 5025, 5030, 5031, 5032, 5033, 5034, 5035, 5040, 5041, 5042, 5045, 5046, 5047, 5049, 5054, 5055, 5056, 5058, 5059, 5060, 5061, 5062, 5063, 5064, 5066, 5070, 5071, 5075, 5076, 5109, 5112, 5160, 5188, 5189, 5190, 5329, 5362, 5369 |
| 1  | Szeged, SZTK                                      | 0.9 km  | 7F, 64, 67, 67Y, 71, 72, 72A, 75, 78, 78A, 79H 5032, 5033, 5034, 5035, 5040, 5041, 5042, 5043, 5044, 5045, 5046, 5047, 5049, 5054, 5055, 5056, 5058, 5059, 5060, 5061, 5062, 5063, 5064, 5066, 5070, 5071, 5112 Tram-train, 2 |
| 2  | Szeged, Rókus vasútállomás bejárati út            | 1.8 km  | 7F, 64, 67, 67Y, 71, 72, 72A, 75, 78, 79H, 90H 1486, 1503, 1504, 1517 5032, 5033, 5034, 5035, 5040, 5041, 5042, 5043, 5044, 5045, 5046, 5047, 5049, 5054, 5055, 5056, 5058, 5059, 5060, 5061, 5062, 5063, 5064, 5066, 5070, 5071, 5075, 5112, 5369 Szeged-Rókus [135.] Tram-train, 2 |
| 3  | Szeged, Fonógyári út                              | 2.9 km  | 7F, 64, 67, 67Y, 71, 72, 72A, 75, 79H, 90H 5032, 5033, 5034, 5035, 5040, 5041, 5042, 5043, 5044, 5045, 5046, 5047, 5049, 5054, 5055, 5056, 5058, 5059, 5060, 5061, 5062, 5063, 5064, 5066, 5070, 5071, 5075, 5112 |
| 4  | Szeged, Budapesti út                              | 3.7 km  | 7F, 67, 67Y, 71, 72, 72A, 75, 79H, 90H 5047, 5049, 5054, 5055, 5056, 5058, 5059, 5060, 5061, 5062, 5063, 5064, 5066, 5070, 5071, 5075, 5112 |
| 5  | Szeged, Kollégiumi út                             | 4.2 km  | 7F, 36, 67, 67Y, 75 5047, 5049, 5054, 5055, 5056, 5058, 5369 |
| 6  | Szeged (Kiskundorozsma), vasútállomás bejárati út | 4.7 km  | 7F, 36, 67, 67Y, 75 5047, 5049, 5054, 5055, 5056, 5058 Kiskundorozsma [140.] |
| 7  | Szeged (Kiskundorozsma), ABC                      | 6.8 km  | 7F, 67, 67Y 1507, 1510, 1513 5047, 5049, 5054, 5055, 5056, 5058, 5362, 5369 |
| 8  | Szeged (Kiskundorozsma), Széksósi út              | 7.7 km  | 7F, 67, 67Y 5047, 5049, 5054 |
| 9  | Subasa, Csipkebogyó utca                          | 8.6 km  | 7F, 67, 67Y 5047, 5049, 5054 |
| 10 | Szeged, Subasa                                    | 9.3 km  | 7F, 67, 67Y 5047, 5049, 5054 |
| 11 | Szeged, Sziksósfürdő bejárati út                  | 10.0 km | 7F, 67, 67Y 5047, 5049, 5054 |
| 12 | Szeged, Öreghegyi dűlő                            | 10.0 km | 5047, 5049, 5054 |
| 13 | Szeged, Bezzeg-kovács                             | 12.1 km | 5047, 5049, 5054 |
| 14 | Szeged, Ipar dűlő                                 | 12.7 km | 5047, 5049, 5054 |
| 15 | Szeged, Kulipintyó-csárda                         | 13.5 km | 5047, 5049, 5054 |
| 16 | Bordány, Kalmár-tanya                             | 14.4 km | 5047, 5049, 5054 |
| 17 | Bordány, Gazdakör                                 | 15.4 km | 5047, 5049, 5054 |
| 18 | Bordány, Rákóczi iskola                           | 16.3 km | 5047, 5049, 5054 |
| 19 | Bordány, zsombói elágazás                         | 17.0 km | 5047, 5049, 5054 |
| 20 | Bordány, Béke dűlő                                | 17.5 km | 5047, 5049, 5054 |
| 21 | Bordány, Farkas-tanya                             | 18.6 km | 5047, 5049, 5054 |
| 22 | Bordány, zákányszéki út                           | 19.4 km | 5032, 5047, 5049, 5054 |
| 23 | Bordány, autóbusz-váróterem                       | 19.9 km | 1507, 1510, 1513 5032, 5047, 5049, 5054, 5362, 5369 |
| 24 | Bordány, felső                                    | 20.8 km | 5032, 5047, 5049, 5054 |
| 25 | Bordány, felsőbordányi út                         | 22.0 km | 5032, 5047, 5049, 5054 |
| 26 | Bordány, kőiskola                                 | 22.7 km | 5032, 5047, 5049, 5054 |
| 27 | Forráskúti elágazás                               | 23.5 km | 5032, 5047, 5048, 5049, 5054 |
| 28 | Üllés, Forrai-tanya                               | 24.4 km | 5032, 5047, 5048, 5049, 5054 |
| 29 | Üllés, Dózsa György utca                          | 25.1 km | 5032, 5047, 5048, 5049, 5054 |
| 30 | Üllés, óvoda                                      | 25.5 km | 5032, 5047, 5049, 5054 |
| 31 | Üllés, autóbusz-váróterem végállomás              | 26.1 km | 1507, 1510, 1513 5032, 5047, 5048, 5049, 5054, 5362, 5369 |